# Lucy Vale
Lucy Vale es una localidad de Trinidad y Tobago, que forma parte de la parroquia de St. John.

## Geografía
La localidad abarca parte de la isla de Tobago y limita al norte y este con el océano Atlántico, al sur con King's Bay (localidad perteneciente a la parroquia de St. Paul) y al oeste con Top Hill.

## Demografía
Datos demográficos de la localidad de Lucy Vale:
| Gráfica de evolución demográfica de Lucy Vale entre 2000 y 2011 |
|                                                                 |